# Dér Katalin
Horváth Pálné Dér Katalin (Budapest, 1949. április 11. –) magyar klasszika-filológus, teológus, az irodalomtudományok doktora. Szűkebb kutatási területei: archaikus római irodalom, római komédia; bibliai hermeneutika; korai skolasztika; Canterburyi Szent Anzelm bölcselete és teológiája, zsidó–keresztény vallásközi kapcsolatok a középkorban.

## Szakmai életrajz
1967 és 1972 között végezte az ELTE BTK-n a latin nyelv és irodalom szakot a magyar nyelv és irodalom szakpárral. Teológusi diplomáját 1990 és 1994 között szerezte a PPKE Hittudományi Karán.
1972 és 1974 között a BTK Finnugor Tanszékén könyvtáros, adminisztrátor. 1974-től a Latin Nyelvi és Irodalmi Tanszék (ma: Ókortudományi Intézet) oktatója ugyanott.
1986/87-ben a Miskolci Bölcsész Egyesület (a mai miskolci bölcsészkar elődje) meghívott előadója.
1995 és 1997 között a Szent Ignác Egyetemi Jezsuita Kollégium tanulmányi vezetője.
Tagja az OKTV Nyelvi Versenybizottságának, ügyvezető elnöke (1992–1998). Az OTDK latin tanulmányi versenyének szervezője. Részt vesz az MTA Filozófiai Intézet vallástudományi programjaiban, a Religio-könyvek fordítói programjában, valamint az Uniworld és Open University internetes vállalkozásokban. Rendszeresen tart bibliai témájú előadásokat a Mária Rádióban.

## Válogatott publikációs lista
- Regle et faute. Les rapports syntactiques du méchanisme de penser archaique chez Plaute. Ann. Univ. Sci. Budap. Sactio classica 5-6 (1977) 101-114.
- Mítoszparódia és aktualitás. Sosia alakja az Amphitruóban. Antik Tanulmányok 25 (1978) 9-19.
- Die Erneuerung der Bühnenkonventionen bei Plautus. Ann. Univ. Sci. Budap. Sectio classica 8 (1980) 70-80.
- Duplex argumentum. Antik Tanulmányok 29 (1982) 70-80.
- Mythenparodie und Aktualität. Acta Antiqua 29 (1984) 267-283.
- A Vidularia prologusához. Antik Tanulmányok 32 (1985) 231-235.
- Vidularia. Antik Tanulmányok 33 (1986) 115-128.
- Vidularia. Outlines of a Reconstruction. CQ 37 (1987) 432-443.
- Plautus világa. (Monográfia.) Budapest, Európa Könyvkiadó, 1989. 296 pp. (Írók világa.)
- Terence and Luscius Lanuvinus. Acta Antiqua 32 (1989) 283-297.
- Un poeta per la scena. La nuova idea del lavoro teatrale nei prologhi di Terenzio. Acta Univ. Debr. 25 (1990) 35-48.
- Bibliaismeret. Budapest, 1999. (társszerzővel) 492 pp.
- Mundus decolor. An antique motif in St. Anselm of Canterbury. Acta Antiqua 39 (1999) 95-117.
- Ratio pulcherrima: Visio, ratio and doubt in St. Anselm of Canterbury. Acta Antiqua 38 (1998) 51-63.
- Anselmus Magister. Tanítás, dialógus, tolerancia. Világosság 41 (2000/11-12) 121-135.
- Szépséges értelem. Canterburyi Szent Anzelm teológiája és filozófiája. Monográfia, Szent István Társulat, Budapest 2001, *357 pp.
- Unum argumentum. Anzelm istenérvének előzményei. In: Studia Patrum. Budapest, Szent István Társulat 2002. 263-276.
- Jézus és kortársai. Lelkipásztor 79 (2004/8-9) 285-292.
- A tudás a Georgica IV. könyvében. Ókor 3.2 (2004) 16-23.
- Strukturalizmus és antik irodalom. Lucretius Venus-himnusza. Ókor 3.4 (2004) 3-8.
- Dagadt has – derűs szív. Lakomák és nagyevők Plautus színpadán. Ókor 5.3 (2005) 32-37.
- "Egy és ugyanaz, amit keresünk": zsidó-keresztény vallásközi párbeszéd a XI. században. Katekhón 3.2 (2006) 178-214.
- A cruciatus ókori vallástörténetéhez (két könyv Krisztus keresztjéről). Credo 1-2 (2006) 198-209.
- Dér Katalin–Jorsits Attila: Beavatás. Márk evangéliuma; Kairosz, Bp., 2011
- A Jelenések könyve. Budapest, Kairosz 2013[2]
- A zsoltárok misztériuma; Kairosz, Bp., 2015
- Édentől Bábelig. A bibliai őstörténet. A teremtés könyve, 1-11. fejezet; Kairosz, Bp., 2016
- Próféciák a Messiásról; Kairosz, Bp., 2018

## Fordításai
- Canterburyi Szent Anzelm: Filozófiai és teológiai művek I. (fordítás, kommentár, tanulmány) Osiris Kiadó, Budapest, 2001. 460 pp. (korábbi kiadások az MTA Filozófiai Intézetnél: 1991 és 1994)
- Gilbertus Crispinus: Egy zsidó és egy keresztény disputája a keresztény hitről. Fordítás, kommentár, tanulmány. Jószöveg Kiadó, Budapest, 2006
- Canterburyi Szent Anzelm összes művei (fordítás, tanulmány, kommentár). Szent István Társulat, Budapest, 2007

## Pedagógiai publikációk
- Ritmusok. Vers – zene – tánc (hangkazetta az időmértékes verselés tanításához) OKSzI Budapest 1996.
- [Társszerző] Az utóbbi öt év latin nyelvi OKTV feladatai c. kiadványban. Nemzeti Tankönyvkiadó 1996.
- A latin nyelvi tanulmányi verseny. A feladatok, a megoldások és a típushibák elemzése. Iskolakultúra 1993/8. 89-93.

## Díjai
- A Magyar Érdemrend lovagkeresztje (2021)

## Külső hivatkozás
- Munkahelyi weboldal.